# دييغو أبوإيلا
دييغو أبوإيلا (بالإسبانية: Diego Ambuila)‏ (18 يوليو 1993 في كولومبيا – )؛ هو لاعب كرة قدم كان يلعب كمهاجم.

## وصلات خارجية
- دييغو أبوإيلا على موقع قاعدة بيانات كرة القدم.إي يو (الإنجليزية)
- دييغو أبوإيلا على موقع Soccerway.com (الإنجليزية)
- دييغو أبوإيلا على موقع عالم كرة القدم.نت (الإنجليزية)